# В прежние времена
В прежние времена (Mata Mua) (таит. Mata Mua, фр. Aux temps anciens (Autrefois)) — картина французского художника Поля Гогена, написанная в 1892 году. Картина находится в Музее Тиссен-Борнемиса в Мадриде (в коллекции Кармен Тиссен-Борнемиса). Картина входит в Таитянский цикл художника.

## Описание
В идиллическом пейзаже, защищённом горами, женщины поклоняются Хине, богине Луны. На переднем плане одна из женщин играет на флейте. Слева, за стволом большого дерева, делящего композицию надвое, будто дверной косяк, другие женщины танцуют вокруг статуи богини.
Поль Гоген переехал на Таити в 1891 году, в надежде обрести творческое вдохновение в примитивной культуре, не тронутой в своём развитии влиянием западной цивилизации. Однако он нашёл лишь следы легендарного прошлого, обреченные на исчезновение. «Мата Муа» (В прежние времена) является гимном во славу жизни в первобытной простоте, к которой так стремился французский художник. Написанная ярким чистым цветом, без претензий на малейшую натуралистичность, это также и элегия по ушедшему Золотому веку.

## Провенанс
Впервые полотно экспонировалось на персональной выставке Гогена в 1893 году в галерее Дюран-Рюэля. 18 февраля 1895 года картина была выставлена на распродаже в парижском аукционном доме «Отель Друо», выручку от которой предполагалось потратить на вторую и последнюю поездку в Океанию. На этой распродаже картину приобрёл Файе, который в 1903 году представил среди других работ Гогена из своей коллекции на выставке в Осеннем салоне в Париже. Затем картина выставлялась в галерее Поля Розенберга, где её приобрёл Гилберт Фуллер из Бостона; далее она принадлежала семье Дрейфусов. 10 мая 1989 года картина была выставлена на торги в аукционном доме «Сотбис», где её за 3 800 000 долларов США приобрели на паях Ханс Тиссен-Борнемиса и его партнёр по бизнесу Ортис Патино; соглашением подразумевалось что формально в собственности каждого из них картина будет значиться по 2,5 года, а по прошествии пяти лет кто-либо должен будет выкупить долю партнёра. Впоследствии Патино отверг первое предложение Тиссены-Борнемисы о выкупе, но затем согласился продать ему свою долю после переоценки картины независимыми экспертами. Итоговая оценка составила 24 200 000 долларов, Тиссен-Борнемиса согласился с нею, и картина полностью вошла в его коллекцию.